# Pycnarrhena poilanei
Pycnarrhena poilanei är en tvåhjärtbladig växtart som först beskrevs av François Gagnepain, och fick sitt nu gällande namn av Lewis Leonard Forman. Pycnarrhena poilanei ingår i släktet Pycnarrhena och familjen Menispermaceae. Inga underarter finns listade i Catalogue of Life.